# المشاعر المعادية للفلبينيين

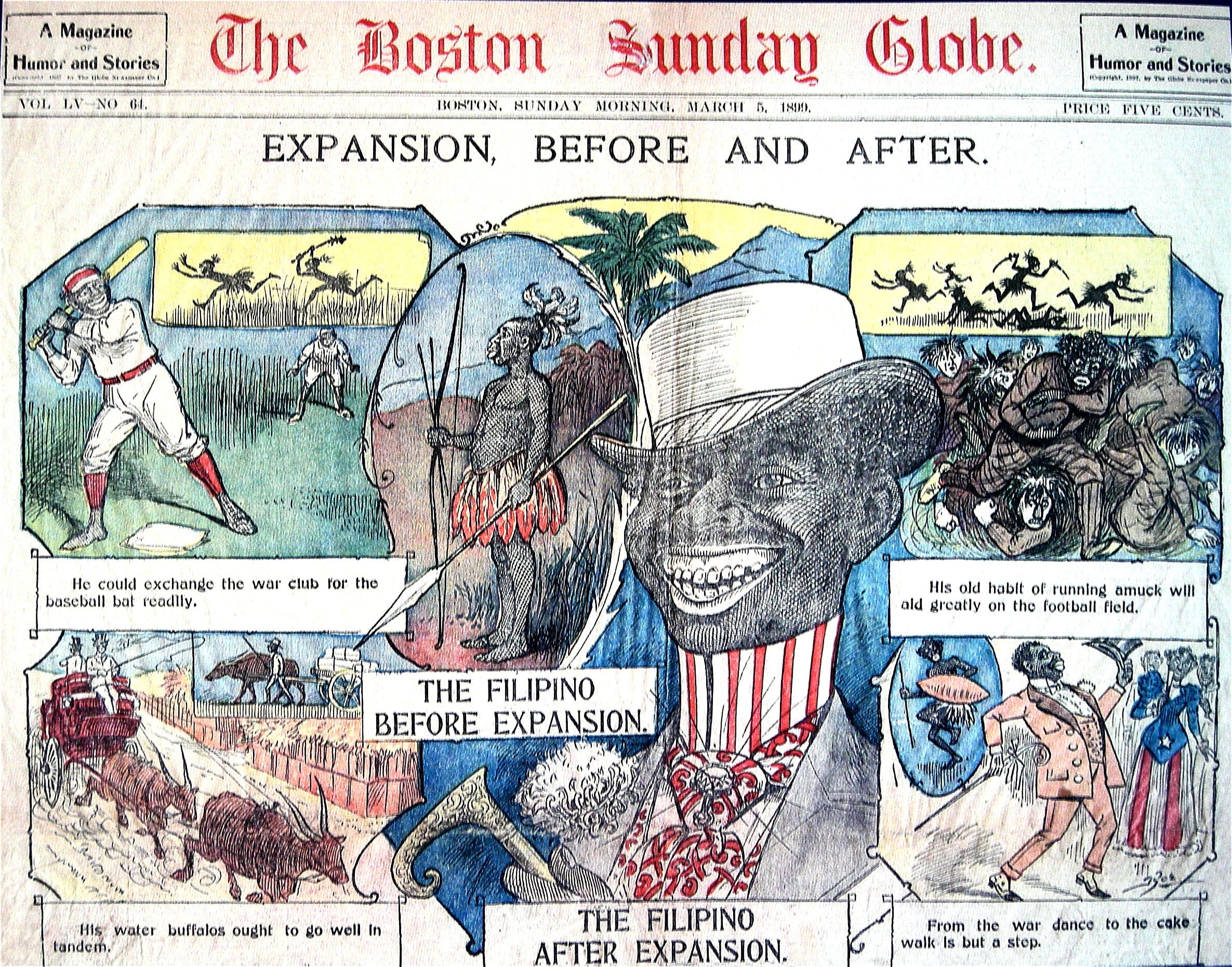

تشير المشاعر المعادية للفلبينيين إلى مشاعر الكره العامة أو البغض تجاه الفلبين أو الفلبينيين أو الثقافة الفلبينية.

## حوادث حسب البلد

### الولايات المتحدة
حرض الاستعمار الأمريكي للفلبين على هجرة العديد من الفلبينيين إلى أمريكا، إما بصفتهم مستفيدين من منحة بينسيونادو الأمريكية للالتحاق بالمدارس في الولايات المتحدة، أو بصفتهم عمال للعمل في مزارع هاواي وكاليفورنيا وصناعة صيد الأسماك في ألاسكا. نصّ قانون الهجرة لعام 1924، على أن الفلبينيين لم يكونوا مواطنين أمريكيين أو أجانب، وإنما هم عبارة عن شعب مستعمر، ولكنهم كانوا مواطنين أمريكيين من الناحية الفنية.
كان التمييز العرقي ضد الفلبينيين في أمريكا واضحًا خلال فترة الاستعمار الأمريكي في الفلبين. غالبًا ما يُطلق على الفلبينيين اسم نصف متحضر أو نصف متوحش أو عديم القيمة أو غير متعلم أو عديم الضمير. كان يُنظر للفلبينيين على أنهم يأخذون وظائف الأمريكيين البيض. اتُهموا أيضًا باجتذاب النساء؛ ما أدى إلى سَن قوانين مكافحة تمازج الأجناس. لطالما كان من المرجح أن ترتبط الجريمة والعنف بالفلبينيين، وبالتالي جرى تجنبهم بسبب ظروف معيشتهم متدنية المستوى، إذ كان هناك حالات ينام فيها ما يصل إلى عشرين شخصًا في غرفة واحدة، إلا أن هذه كانت مجرد تحيزات عنصرية. تأثر المهاجرون الفلبينيون في أمريكا بالعوامل الاجتماعية والاقتصادية المختلفة، وكانت غالبية المهاجرين الفلبينيين في تلك الحقبة من الرجال. كانت نسبة الذكور الفلبينيين إلى الإناث في كاليفورنيا من 14 إلى 1 تقريبًا. اضطر العمال الفلبينيون إلى العيش في ظروف سيئة، إذ كانوا يحصلون على أجور متدنية.
وقع أول حادث موثق ضد الفلبينيين عشية رأس السنة في عام 1926 في ستوكتون، حين تعرض عدد من الفلبينيين للضرب والطعن. ازدادت هذه الهجمات ضد الفلبينيين مع الكساد الكبير، فلم يكن هجوم ستوكتون هو الأخير، فقد هوجم عدد من الفلبينيين في نوفمبر من عام 1927 في وادي ياكيما في واشنطن، وهوجم آخرون في سبتمبر من عام 1928 في وادي ويناتشي في واشنطن، وأيضَا في أكتوبر في عام 1929 في إكسيتير في كاليفورنيا، وفي يناير عام 1930 تعرض فلبينيون لهجوم في واتسونفيل في كاليفورنيا خلال أعمال شغب واتسونفيل، ما أدى إلى مقتل فيرمين توبيرا. فُجر مبنى الاتحاد الفلبيني في الأمريكي في ليتل مانيلا في ستوكتون.
شكلت الحرب العالمية الثانية نقطة تحول مهمة بالنسبة لوجهات النظر الأمريكية في التعامل مع الفلبينيين، إذ مُنع الفلبينيون خلال الفترة الأولى من الحرب من الانضمام للجيش. في جميع الأحوال، سمح الرئيس فرانكلين روزفلت في عام 1942، للفلبينيين بالخدمة في القوات المسلحة. قاتل العديد من الفلبينيين مع الأمريكيين في آسيا وأوروبا بينما اختار البعض أن يشاركوا في جهود التعبئة العامة خلال الحرب، فحصلوا بذلك على القبول والإعجاب في نهايتها. اعترفت الولايات المتحدة بحق الفلبينيين في الحصول على الجنسية، وأكدت على ذلك ضمن قانون الجنسية المعدل لعام 1940. أُتيحت الفرصة من خلال هذا التعديل لغير المواطنين الذين انضموا إلى الجيش للحصول على الجنسية. وأصبح نحو عشرة آلاف فلبيني مواطنين أميركيين بفضل هذا التعديل.

### الصين

#### هونغ كونغ
شهدت هونغ كونغ في الفترة بين عام 1970 وثمانينيات القرن الماضي، صعود السكان الفلبينيين الذين يعمل العديد منهم مساعدين منزليين. أدت الزيادة في عدد السكان الفلبينيين إلى حدوث صدام بين هونغ كونغ والعمال الفلبينيين. أطلق التحالف الديمقراطي من أجل تحسين هونغ كونغ حملة مفادها أن الفلبينيين كانوا يتسببون في ارتفاع كبير في معدلات البطالة المحلية في هونغ كونغ ويكلفون الحكومة مليارات الدولارات في مجال الرعاية الاجتماعية.
ارتفعت المشاعر المعادية للفلبين في هونغ كونغ بعد أزمة الرهائن في عام 2010، إذ حوصرت حافلة مليئة بمعظمها بالسياح في هونغ كونغ من قبل ضابط شرطة فلبيني ساخط. وتوصلت التحقيقات اللاحقة إلى أن تعامل المسؤولين الفلبينيين مع أزمة الرهائن كان السبب المباشر وراء وفاتهم. هدأت حدة التوترات بعد أن توجه وزير مجلس الوزراء رينيه ألمندراس وجوزيف استرادا إلى هونغ كونغ للتحدث مع المسؤولين وعائلات الضحايا.

### إندونيسيا
وُجدت المشاعر المعادية للفلبينيين في عام 2016، داخل منظمة اتحادات العمال الإندونيسية (كيه. بّي. إس. آي) بعد عمليات الاختطاف الأخيرة للمواطنين الإندونيسيين على أيدي جماعة إرهابية مقرها سولو وتُسمى جماعة أبو سياف. نظمت مجموعة من المحتجين الإندونيسيين -التابعين لمنظمة اتحادات العمال الإندونيسية- احتجاجًا واجتمعوا أمام السفارة الفلبينية في إندونيسيا، كانوا يحملون لافتات كُتبت عليها عبارة «فلتذهب الفلبين وجماعة أبو السياف إلى الجحيم» و«دمروا الفلبين وأبو سياف»، لمطالبة الحكومة الفلبينية بمزيد من التحرك ومحاربة الإرهاب في بلادهم الذي أثر على البلدان المجاورة.

### ماليزيا

#### صباح
برزت المشاعر المناهضة للفلبينيين بشكل كبير في صباح في ماليزيا بسبب الوجود الكبير لمهاجري مورو غير الشرعيين الذين تسببوا باستياء شديد ضمن الولاية. يصف سكان صباح المهاجرين غير الشرعيين من جنوب الفلبين بأنهم «بيلاك» أو ما يعني (المهاجرين غير الشرعيين الفلبينيين) ويعاملونهم بازدراء. يعود السبب في هذه المشاعر المعادية إلى المسلمين الفلبينيين المهاجرين الذين هربوا في السبعينيات من القرن العشرين من التمرد الحاصل في جنوب الفلبين وجلبوا المشاكل الاجتماعية معهم وثقافة الجريمة وظروف الفقر، بالإضافة إلى الاستيلاء على الوظائف وفرص العمل، ويُزعم أنهم سرقوا أرض السكان الأصليين في صباح (إن. سي. آر) أي (الحق العرفي الأصلي) في البلاد. تعززت هذه الكراهية بشكل أكبر عندما تورط العديد من هؤلاء المهاجرين غير الشرعيين في الجريمة التي شملت السرقة والقتل والاغتصاب، وشكل السكان المحليون الضحايا الرئيسيين؛ ما أثر على أمن الدولة كما يتضح من أحداث كمين عام 1985 والاختطافات في عام 2000 ومواجهة عام 2013. أُنفقت مبالغ كبيرة على هؤلاء المهاجرين الفلبينيين غير الشرعيين الذين لا يحصلون على إعالة، وما يزال هذا المبلغ غير مدفوع على الرغم من محاولات استرداد الأموال. صرحت إدارة الصحة في صباح بأن الأمراض المعدية بين المهاجرين غير الشرعيين آخذة في ازدياد وهذا ما أدى إلى زيادة النفقات، فضلًا عن توفير المزيد من الأموال لاستيعاب الخدمات اللوجستية مثل تأمين الموظفين الطبيين وغيرها من الخدمات.

### سنغافورة
تضاعف عدد الفلبينيين العاملين في سنغافورة إلى ثلاثة أمثاله في العقد الماضي، فبلغ نحو 167 ألف نسمة في عام 2013، وذلك وفقًا لبيانات التعداد السكاني في الفلبين. ووسط تزايد الاستياء العام تجاه الأجانب، حدثت ردة فعل عنيفة تجاه الفلبينيين في سنغافورة. أُلغيت في عام 2014، خطة لإقامة احتفال بيوم الاستقلال الفلبيني في شارع التسوق الرئيس في طريق الثمرة في سنغافورة، وذلك بسبب شكاوى عبر الإنترنت من بعض السنغافوريين الذين قالوا إن هذه المساحة مخصصة للسكان المحليين. وصف أحد المدونين هذه الخطوة بأنها «غير حساسة» قائلًا: «إن الاحتفال بعيد الاستقلال الخاص بك علنًا (خصوصًا في موقع رمزي/ سياحي مثل طريق الثمرة) أمر استفزازي».
استمرت المشاعر المعايدة للفلبينيين بالازدياد عبر الإنترنت، وبلغت ذروتها في مدونة بعنوان «سنغافورة الملطخة بالدم» التي تقترح طرقًا لإساءة معاملة الفلبينيين، واصفةً هؤلاء بأنهم «آفة». شملت هذه الاقتراحات طرد الفلبينيين من القطارات وتهديدهم برش المبيدات الحشرية عليهم، ما تسبب في نهاية الأمر بإغلاق المدونة من قبل غوغل بسبب انتهاكها لقواعد المحتوى.